# زوسن
زوسن (بالألمانية: Süßen) هي مدينة وبلدة ألمانية تقع في ألمانيا في بادن-فورتمبيرغ. يقدر عدد سكانها بـ 10,254 نسمة .

## المدن التوأمة
مدينة توروكبالينت ‏ هي مدينة توأمة لـزوسن.

## أعلام
- فريدريك جيجير
- يوهان جورج فيشر
- جون جاكوب باوش